# 仓更镇
仓更镇，是中华人民共和国贵州省黔西南布依族苗族自治州兴义市下辖的一个乡镇级行政单位。

## 行政区划
仓更镇下辖以下地区：
仓更村、戈厂村、老王坡村和下寨村。